# Erlenbruckmoor
Das Naturschutzgebiet Erlenbruckmoor  liegt auf dem Gebiet der Gemeinde Hinterzarten im Landkreis Breisgau-Hochschwarzwald in Baden-Württemberg.

## Kenndaten
Das Schutzgebiet entstand am 17. Februar 1942 durch Verordnung des Badischen Ministers des Kultus und Unterrichts – als höhere Naturschutzbehörde – mit der Schutzgebietsnummer 3041. Diese Verordnung wurde im Amtsblatt des Badischen Ministeriums des Kultus und Unterrichts am 9. März 1942 veröffentlicht und trat damit in Kraft. Der CDDA-Code lautet 81620  und entspricht der WDPA-ID.

## Lage und Beschreibung
Das Moor liegt im Süden von Hinterzarten auf der Erlenbruck, einem Sattel zwischen dem Hinterzartener Becken und dem zum Titisee führenden Seebachtal. Die Entwässerung erfolgt zu beiden Talseiten hin.
Das Erlenbruckmoor zählt zu den ältesten Naturschutzgebieten im Regierungsbezirk Freiburg. Es wird auf Karten auch als Keßlermoos bezeichnet. Bis ca. 1930 war hier noch Torfstich betrieben worden.
Das Schutzgebiet wird vollständig vom Landschaftsschutzgebiet 3.15.026 Breitnau-Hinterzarten umschlossen. Es gehört zum FFH-Gebiet Nr. 8114-341 Hochschwarzwald um Hinterzarten und zum Naturpark Südschwarzwald und liegt im Naturraum 155-Hochschwarzwald innerhalb der naturräumlichen Haupteinheit 15-Schwarzwald.

## Schutzzweck
Wesentlicher Schutzzweck ist die Erhaltung des aus dem Feldbergletscher hervorgegangenen Moorgebiets, das mit seiner in der Mitte offenen Moorfläche, dem Spirkenwaldgürtel am Rand und hoch spezialisierten, seltenen Tierarten wie den boreal-alpinen Moorlibellen ein Schutzgebiet von überregionaler Bedeutung ist.